# Communauté de communes en Terres vives
La communauté de communes en Terres vives est une ancienne communauté de communes française située dans le département du Cher et la région Centre-Val de Loire.
En janvier 2017, la communauté de communes Terres du Haut Berry est créée à partir de la fusion des communautés de communes des Hautes Terres en Haut Berry, Terroirs d'Angillon et Terres vives.

## Histoire
Le 15 juin 1994, la communauté de communes est créée. Le 24 juin 1994, le bureau est élu. Le 6 juin 2001, le bureau est modifié[Quoi ?].
Le 27 décembre 2004, la communauté de communes en Terres vives voit ses compétences étendues et modifiées. Le 27 décembre 2004, la dotation globale de fonctionnement (DGF) de la communauté de communes est modifiée.
Le 31 août 2006, ses compétences sont à nouveau étendues et modifiées.
Le 26 janvier 2007, la communauté de communes a ses compétences modifiées (éducation jeunesse - sport et culture).
- 31 décembre 2016 : disparition de la communauté de communes qui fusionne avec deux autres EPCI pour former la communauté de communes Terres du Haut Berry.

## Composition
| Nom                      | Code Insee | Gentilé           | Superficie (km2) | Population (dernière pop. légale) | Densité (hab./km2) |
| ------------------------ | ---------- | ----------------- | ---------------- | --------------------------------- | ------------------ |
| Vasselay (siège)         | 18271      | Vasselaysiens     | 20,21            | 1 344 (2014)                      | 67                 |
| Allogny                  | 18004      | Allognois         | 49,53            | 1 017 (2014)                      | 21                 |
| Fussy                    | 18097      | Fusséens          | 11,08            | 1 999 (2014)                      | 180                |
| Menetou-Salon            | 18145      | Monestrosaloniens | 37,66            | 1 640 (2014)                      | 44                 |
| Pigny                    | 18179      | Pignaciens        | 8,08             | 877 (2014)                        | 109                |
| Quantilly                | 18189      | Quantillais       | 12,69            | 456 (2014)                        | 36                 |
| Saint-Éloy-de-Gy         | 18206      | Gyacomois         | 31,20            | 1 545 (2014)                      | 50                 |
| Saint-Georges-sur-Moulon | 18211      | Moulonnais        | 9,43             | 731 (2014)                        | 78                 |
| Saint-Martin-d'Auxigny   | 18223      | Martinois         | 24,08            | 2 312 (2014)                      | 96                 |
| Saint-Palais             | 18229      |                   | 26,12            | 636 (2014)                        | 24                 |
| Vignoux-sous-les-Aix     | 18280      | Vignogillois      | 14,94            | 712 (2014)                        | 48                 |

## Compétences
- Aménagement de l'espace
  - Schéma de cohérence territoriale (SCOT) (à titre obligatoire)
  - Schéma de secteur (à titre obligatoire)
- Développement et aménagement économique
  - Action de développement économique (Soutien des activités industrielles, commerciales ou de l'emploi, soutien des activités agricoles et forestières...) (à titre obligatoire)
  - Création, aménagement, entretien et gestion de zone d'activités industrielle, commerciale, tertiaire, artisanale ou touristique (à titre obligatoire)
  - Tourisme (à titre obligatoire)
- Développement et aménagement social et culturel
  - Activités périscolaires (à titre facultatif)
  - Construction ou aménagement, entretien, gestion d'équipements ou d'établissements culturels, socioculturels, socioéducatifs, sportifs (à titre optionnel)
- Environnement
  - Assainissement non collectif (à titre facultatif)
  - Collecte des déchets des ménages et déchets assimilés (à titre optionnel)
  - Protection et mise en valeur de l'environnement (à titre optionnel)
  - Traitement des déchets des ménages et déchets assimilés (à titre optionnel)
- Logement et habitat - Opération programmée d'amélioration de l'habitat (OPAH) (à titre facultatif)
- Voirie - Création, aménagement, entretien de la voirie (à titre optionnel)
- Autres
  - Études préalables au transfert ultérieur de compétences (à titre facultatif)
  - Organe centralisateur dans la mise en commun d'appel d'offres (à titre facultatif)

## Sources
- Le splaf - (Site sur la Population et les Limites Administratives de la France)
- La base aspic - (Accès des Services Publics aux Informations sur les Collectivités)